# Amoxicilline

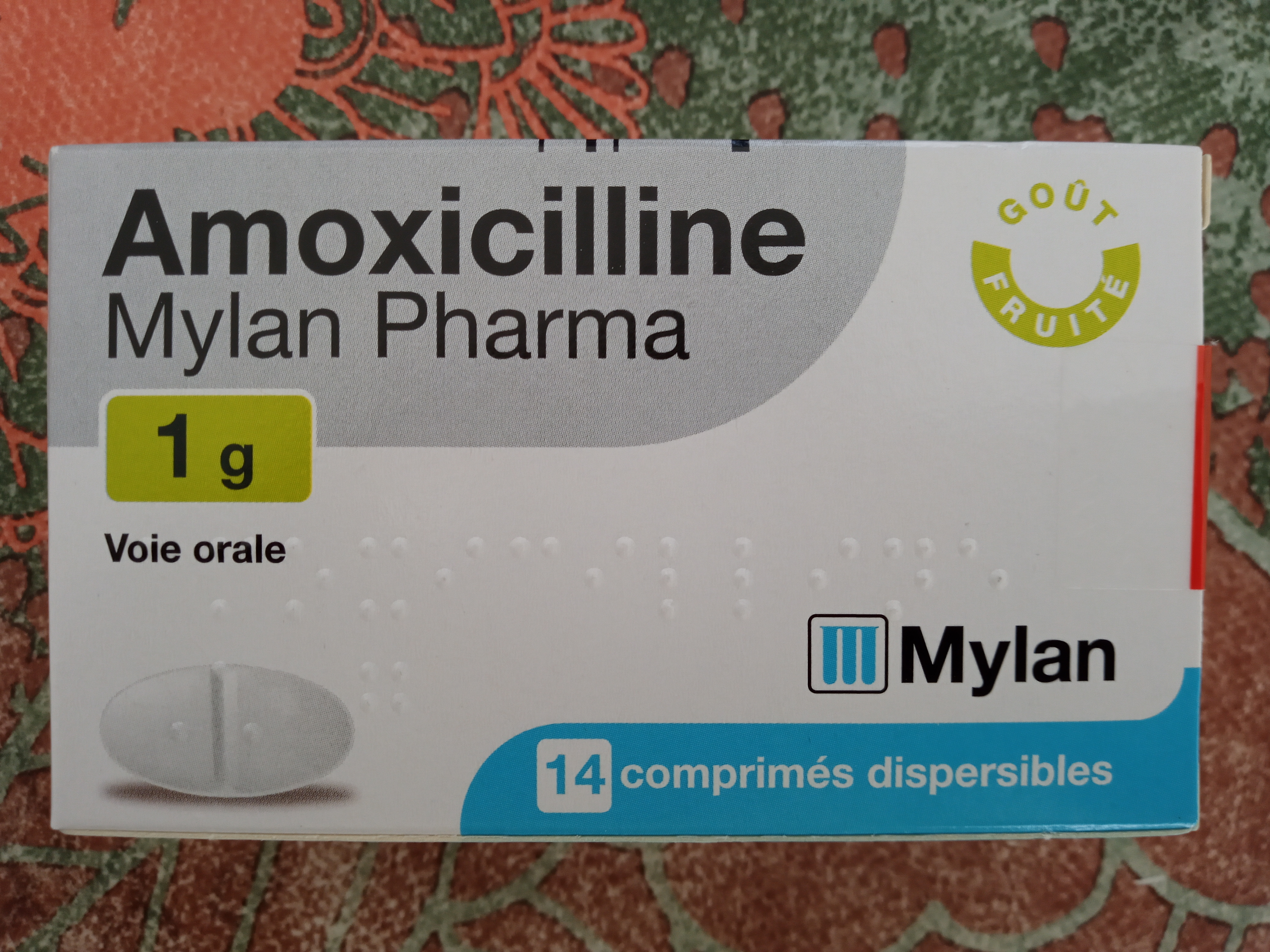
Une boîte d'amoxicilline Mylan 1 g sous forme de comprimés dispersibles.

Wikipédia ne donne pas d'avis médical : seul un professionnel (médecin, pharmacien, etc.) est habilité à le faire.
L'amoxicilline est un antibiotique β-lactamine bactéricide de la famille des aminopénicillines indiqué dans le traitement des infections bactériennes à germes sensibles. L'amoxicilline est l'antibiotique le plus couramment utilisé, notamment chez les enfants, car elle présente une bonne absorption par voie orale, un spectre d'action antimicrobien large et un coût faible. Elle fait partie de la liste des médicaments essentiels de l'Organisation mondiale de la santé.
La molécule d'amoxicilline est parfois utilisée en combinaison avec une autre molécule, l'acide clavulanique, un inhibiteur de la bêta-lactamase. Cette association a pour but de stopper l'inactivation de l'amoxicilline par les bêta-lactamases, et ainsi de lui permettre d'être actif sur les germes résistants par production des bêta-lactamases à sérine active, pénicillinases plasmidiques (type TE), des pénicillinases chromosomiques et des céphalosporinases chromosomiques.
Il est utilisé dans le traitement de diverses maladies infectieuses, notamment celles des poumons, des bronches, du nez, de la gorge ou des oreilles, du sang, de l'appareil digestif ou urinaire, des voies génitales, des gencives et des dents. Il est également utilisé dans le cadre de l'éradication d'Helicobacter pylori (responsable d'ulcères gastroduodénaux récidivants), dans la maladie de Lyme et dans la prévention de l'endocardite bactérienne.
En France, la délivrance de spécialités pharmaceutiques contenant de l'amoxicilline est soumise à prescription médicale.
La molécule est produite par culture des champignons de l'espèce Penicillium chrysogenum, couplée à une hémisynthèse.

## Mode d'action
Principalement, comme tous les β-lactamines, l'amoxicilline interrompt le processus de transpeptidation qui lie les peptidoglycanes de la paroi bactérienne en inhibant les protéines liant la péniciline (PLP).

## Indications
Elles sont limitées aux infections dues aux germes sensibles.
- Traitement des :
  - pneumopathies aiguës ;
  - surinfections de bronchites aiguës ;
  - infections ORL (otite, sinusite, angine à streptocoque A bêta-hémolytique) et stomatologiques ;
  - infections urinaires ;
  - infections génitales masculines ;
  - infections gynécologiques ;
  - infections digestives et biliaires ;
  - maladie de Lyme : traitement de la phase primaire (érythème chronique migrant) et de la phase primosecondaire (érythème chronique migrant associé à des signes généraux : asthénies, céphalées, fièvre, arthralgies...) ;
  - endocardites, septicémies.
- Traitement prophylactique de l'endocardite bactérienne[6].
- En association avec un autre antibiotique (clarithromycine ou imidazolé) et à un antisécrétoire, éradication de Helicobacter pylori en cas de maladie ulcéreuse gastroduodénale de l'adulte.

## Posologie
La dose d'amoxicilline utilisée en thérapeutique humaine s'échelonne de 25 à 150 mg kg−1 j−1 en deux à quatre prises, variant en fonction du mode d'administration, de l'infection à traiter.

## Germes habituellement sensibles
- Les streptocoques β-hémolytiques.
- Les Streptococcus pneumoniae (pneumocoque) : l'amoxicilline est utilisée dans le traitement de la pneumonie typique et de la méningite à pneumocoque (par voie parentérale dans ces cas-ci).
- D'une manière générale, les espèces à Gram positif (streptocoques, Listeria, Clostridium perfringens). Pour ces bactéries, l'amoxicilline constitue le traitement de première ligne tant la sensibilité des germes est grande. Son action contre le staphylocoque doré est bonne également à condition que la souche ne produise pas de β-lactamase, ce qui est de plus en plus fréquent (≈ 5% des souches seulement ne produisent pas de β-lactamase).
- Certaines espèces à Gram négatif fragiles, aérobies et anaérobies (gonocoque, méningocoque, Helicobacter pylori, Campylobacter, Leptospira, Borrelia, Treponema, Fusobacterium...).
- Entérocoques.

Ce spectre peut être amélioré en combinant l'amoxicilline avec un inhibiteur de β-lactamase, c'est-à-dire une substance qui protège l'amoxicilline contre les enzymes défensives anti-β-lactamine produites par certaines bactéries. Par exemple, une combinaison d'amoxicilline et d'acide clavulanique (association dont le nom commercial est Augmentin) inclut dans son spectre toutes les souches d’Haemophilus influenzae, toutes les Moraxella, encore plus d’Escherichia coli, et de nombreuses souches de Proteus.
L'amoxicilline serait efficace contre les bactéries qui produisent des β-lactamases, à condition que la vitesse de pénétration de l'amoxicilline soit supérieure à celle de l'hydrolyse par l'enzyme.

## Voie d'administration
Pour l'amoxicilline simple, ou combinée à l'acide clavulanique, l'administration se fait par voie orale ou intraveineuse (injection ou perfusion).

## Voie d'élimination
L'amoxicilline, comme de nombreuses bêta-lactames, s'élimine par voie rénale.

## Effets indésirables
Liste des effets indésirables :

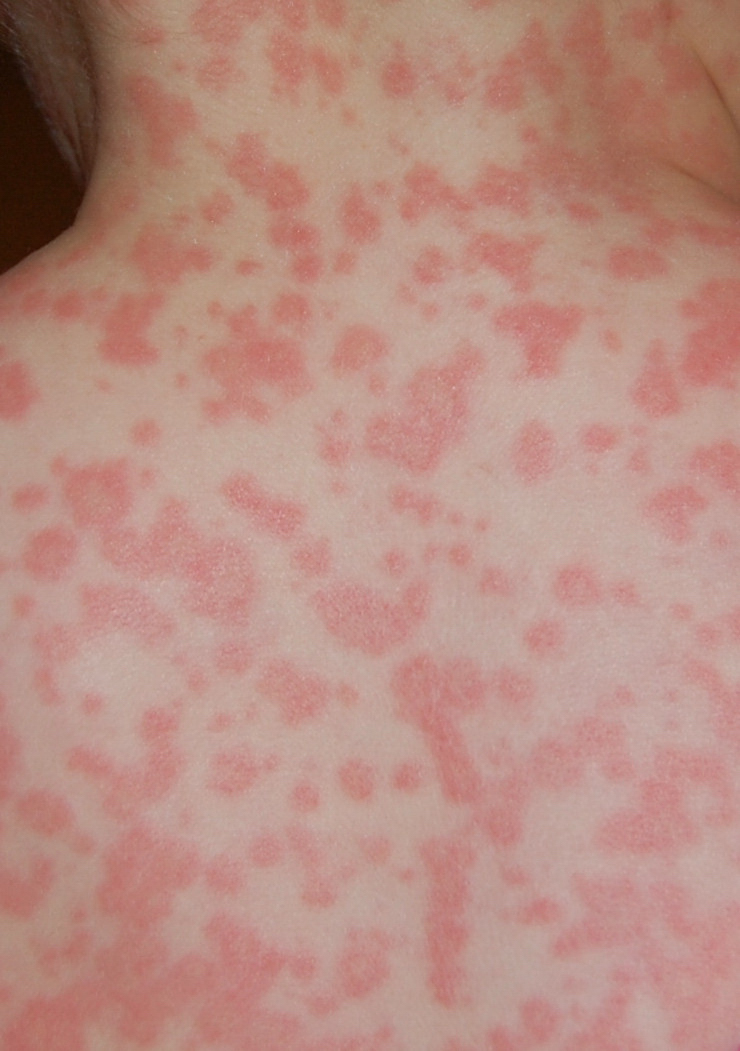
Éruption cutanée en réaction à l'administration d'amoxicilline

- allergies pouvant se manifester de façon plus ou moins grave : augmentation de certains globules blancs, œdème de Quincke, gêne respiratoire, exceptionnellement choc allergique ;
- éruption cutanée si prise lors d'une mononucléose infectieuse ;
- troubles digestifs : nausées, vomissements, diarrhées, colite pseudomembraneuse… ;
- candidose vulvovaginale ;
- jaunissement des dents ;
- plus rarement :
  - augmentation modérée et transitoire des enzymes du foie (transaminases),
  - anémie, baisse des globules blancs et des plaquettes,
  - atteinte rénale,
  - colites hémorragiques,
  - altérations de l'ouïe.

## Interactions médicamenteuses
L'amoxicilline augmente la concentration plasmatique du méthotrexate en ralentissant son élimination urinaire conduisant à un surdosage du méthotrexate. L'amoxicilline associée à l'allopurinol multiplierait les risques d'éruption cutanée.

## Histoire
L'amoxicilline est l'un des quelques dérivés hémisynthétiques de l'acide 6-aminopénicillanique (6-APA) développés par la société pharmaceutique britannique Beecham (aujourd'hui GSK) au début des années 70 à Brockham Park. Après un essai clinique satisfaisant, et un dépôt de brevet, l'antibiotique est devenu disponible commercialement en 1972. Ce fut la deuxième aminopénicilline à être synthétisée (après l'ampicilline en 1961).
Fin 2022, de fortes tensions d'approvisionnement sont constatées à l'échelle mondiale. Cette pénurie est due à la fois à l’augmentation de la demande, causée par les épidémies hivernales qui étaient précoces cette année, et à des difficultés de production, celle-ci ayant diminué lors de la pandémie de Covid-19, conduisant à une réduction voire un arrêt de certaines lignes de production, qui n’ont pas retrouvé leur capacité de production d’avant la pandémie. À l'échelle européenne, malgré le besoin, l'amoxicilline n'est pas produite sur place, mais importée d'usines indiennes, à cause du manque de rentabilité du produit. En novembre 2024, alors que l'Amoxicilline « est régulièrement en tension voire en pénurie », nulle entreprise industrielle ne projette d'implanter une nouvelle usine de cet antibiotique essentiel, en raison, selon Les Échos, des « prix très bas fixés par les pouvoirs publics du Vieux Continent, Sécurité sociale en tête ».

## Noms commerciaux
L'amoxicilline est ou a été commercialisée sous les noms suivants (outre les génériques) :
- Actimoxi
- Alphamox
- Amimox
- Amocla
- Amodex
- AMK
- Amoksibos
- Amorion
- Amoxiclav Sandoz
- Amoxidal
- Amoxil
- Amoxin
- Amoksiklav (avec acide clavulanique)
- Amoxibiotic
- Amoxicilina
- Amoxidal
- Apo-Amoxi
- Arsogil
- Augmentin (avec acide clavulanique)
- Bactox
- Betalaktam
- Bioxidona
- Bristamox
- Ciblor (avec acide clavulanique)
- Cilamox
- Clamoxyl
- Clonamox
- Curam
- Dedoxil
- Dispermox
- Duphamox
- Duomox
- Defender (avec acide clavulanique)
- E-Mox
- Enhancin
- Ezymox
- Ezymox-DC (Dicloxacine)
- Gimalxina
- Geramox
- Hiconcil
- Isimoxin
- Klavax
- Klavocin
- Klavox
- Lamoxy
- Largopen
- Moxatag
- Moxilen
- Moxypen
- Moxyvit
- Nobactam
- Novamoxin
- Ospamox
- Panklav (avec acide clavulanique)
- Optamox
- Pamoxicillin
- Panamox
- Polymox
- Polymoxyl (PPM Product, Cambodge)
- Pro Amox
- Samthongcillin
- Senox
- Sinacilin
- Spektramox (avec acide clavulanique)
- Starmox
- Trimox
- Tolodina
- Tormoxin
- Unimox
- Wedemox
- Wymox
- Yucla
- Zerrsox
- Zimox
- Zoxicillin (Zafa)